# كون من لا شيء (كتاب)
كون من لا شيء: لماذا هناك شيء بدلا من لا شيء (بالإنجليزية: A Universe from Nothing) هو كتاب غير خيالي للفيزيائي لورنس كراوس. نُشر الكتاب لأول مرة في 10 يناير 2012 من خلال فري بريس. يناقش الكتاب علم أصل الكون الحديث وتضميناته من أجل الجدال حول وجود الله. الموضوع الرئيسي للكتاب هو "أننا اكتشفنا أن كل العلامات تقترح أن الكون من الممكن ومن المعقول أن يكون قد نشأ من لا شيء –بما في ذلك غياب المكان نفسه- وربما يعود في يوم ما إلى اللا شيء من خلال عمليات قد لاتكون مفهومة ولكنها لا تزال عمليات لا تتطلب أي تحكم أو توجيه خارجي.

## النشر
ينتهي الكتاب بخاتمة لريتشارد دوكينز والتي يقارن فيها بين التأثير المحتمل للكتاب وبين تأثير كتاب أصل الأنواع، المقارنة التي وصفها كراوس نفسه بأنها «مدعية». وافق كريستوفر هيتشنز على كتابة مقدمة الكتاب قبل وفاته إلا أنه كان مريضا جدا فلم يستطع إكمالها. لكي يكتب الكتاب، مدّ كراوس المواد من محاضرة عن التضمينات الكونية للكون المسطح المتمدد والتي سلمها إلى مؤسسة ريتشارد دوكينز في 2009 في مؤتمر الاتحاد الدولي للملحدين. ظهر الكتاب في قائمة نيويورك تايمز لأكثر الكتب مبيعا في 29 يناير 2012.

## الاستقبال
في ذا نيويورك تايمز، قال فيلسوف العلوم والفيزيائي ديفيد ألبيرت أن الكتاب فشل في الوفاء بعنوانه، حيث ادعى أن كراوس تجاهل الاهتمامات التي أسماها ألبيرت سوء استخدام مصطلح لا شيء.
قال كالب شارف الكاتب في مجلة نيتشر أن «سيكون من السهل لهذه القصة المذهلة أن تتمتع بالتهنئة الذاتية، إلا أن كراوس أخذ الأمر بجدية وإحسان».
كتب راي جاياواردهانا –الباحث الكندي في علم الفلك الفيزيائي في جامعة تورونتو- في ذا جلوب آند ميل The Globe and Mail أن كراوس «يوصل مرحا روحيا سريع الإيقاع من خلال علم الكون الحديث وتدعيماته القوية في الملاحظات الفلكية ونظرية الجزيئات الفيزيائية» وأنه «يقدم قضية مقنعة عن السؤال الأهم في الأصل الكوني، وهو كيف لشيء ما –اسمه الكون- أن ينشأ من العدم، وتنتمي إلى مملكة العلم بدلا من اللاهوت أو الفلسفة».
في نيو ساينتست New Scientist كتب مايكل بروكس «سيبشّر كراوس فقط للمتحولين. لذلك علينا أن نكون سعداء أنه يبشّرنا بصورة غاية في الذكاء. لا نستطيع قول الشيء ذاته عن خاتمة دوكينز والتي هي مفرطة وسخيفة».
تعليقا على الجدل الفلسفي الذي أطلقه الكتاب، تساءل الفيزيائي شون كارول "هل تساعدنا التقدمات في الفيزياء الحديثة وعلم الفلك على طرح مثل هذه الأسئلة القادمة، مثل لماذا هناك شيء ما اسمه الكون من البداية، أو لماذا هناك أشياء اسمها "قوانين الفيزياء"، ولماذا تأخذ هذه القوانين صورة ميكانيكا الكم، ولماذا هناك دالة موجية وهاملتونية؟ باختصار: لا. أنا لا أرى كيف من الممكن أن يحدث ذلك.

## وصلات خارجية
- الموقع الرسمي